# Paullinia alsmithii
Paullinia alsmithii là một loài thực vật có hoa trong họ Bồ hòn. Loài này được J.F.Macbr. mô tả khoa học đầu tiên năm 1956.